# Fermo (provincie)
De provincie Fermo is gelegen in het zuidelijke deel van de Italiaanse regio Marche. Ze grenst aan de provincies Macerata in het noorden en Ascoli Piceno in het zuiden.
Voor 1860 was Fermo al een zelfstandige provincie, daarna is ze samengevoegd met Ascoli Piceno.
Door de wet nr. 147 van 11 juni 2004 werd de provincie heringericht, en ze is operationeel worden in 2009, nadat de provinciale verkiezingen in Italië gehouden werden. De stad Fermo is de hoofdstad. De nieuwe 'Provincia di Fermo' omvat 40 gemeentes, heeft ongeveer 166.000 inwoners, en is ongeveer 860 km² groot.
Langs Adriatische kust liggen brede zandstranden. De belangrijkste plaatsen zijn er Porto San Giorgio en Porto Sant'Elpideo. Het binnenland is overwegend heuvelachtig en bezaaid met kleine dorpen. In het westen liggen de bergtoppen met het bergmassief Sibillini. De hoogste top op het grondgebied van Fermo is de 2334 meter hoge Monte Priora. De Sibillini hebben de status van nationaal park. De hoofdstad Fermo bezit een zeer goed geconserveerd middeleeuws centrum. De Dom van de stad steekt overal boven uit op de heuvel waar de stad omheen gebouwd is. Het Piazza del Popolo behoort tot de mooiste pleinen van de gehele regio.

## Foto's

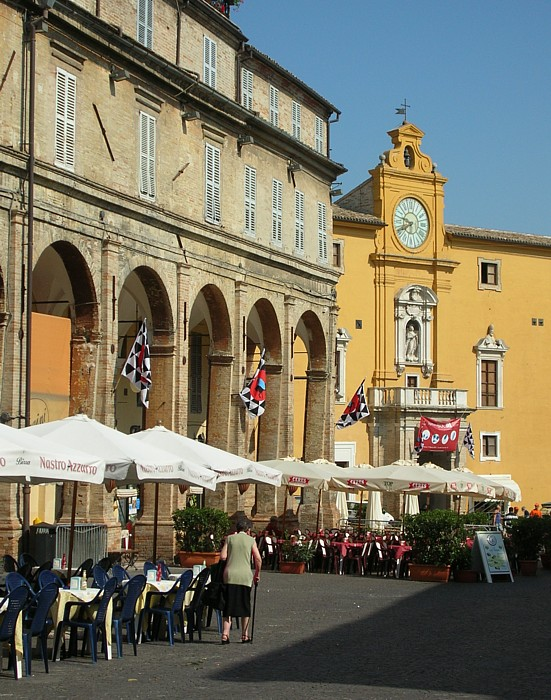
Piazza del Popolo

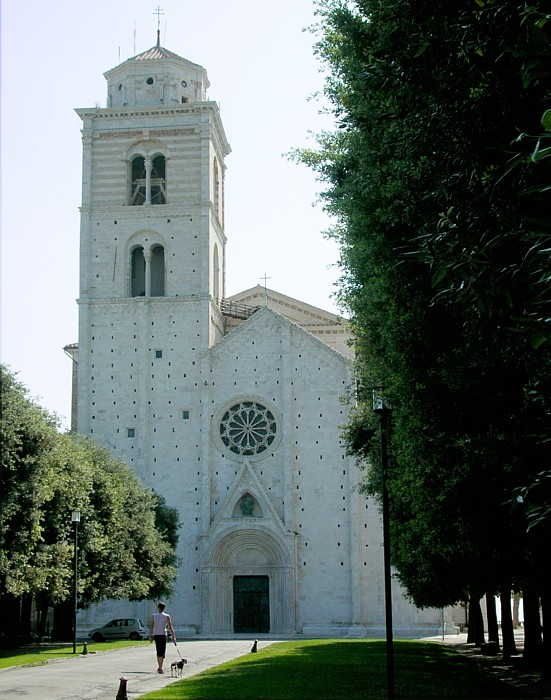
Dom van Fermo

## Belangrijke plaatsen
- Fermo (35.277 inw.)
- Porto Sant'Elpidio (21.332 inw.)
- Porto San Giorgio (16.009 inw.)